# Sage Francis
Pour les articles homonymes, voir Francis.
Sage Francis, de son vrai nom Paul William Francis, né le 18 novembre 1976 à Miami, en Floride, est un rappeur et artiste de spoken word américain. Francis se lance dans l'écritures de paroles à huit ans, inspirées par Run DMC et Public Enemy. Selon artistdirect.com, Francis fuyait le domicile familial à 12 ans pour participer à des battles. Francis compte au total cinq albums incluant Personal Journals (2002), A Healthy Distrust (2005), Human the Death Dance (2007), Li(f)e (2010), et Copper Gone (2014).

## Biographie

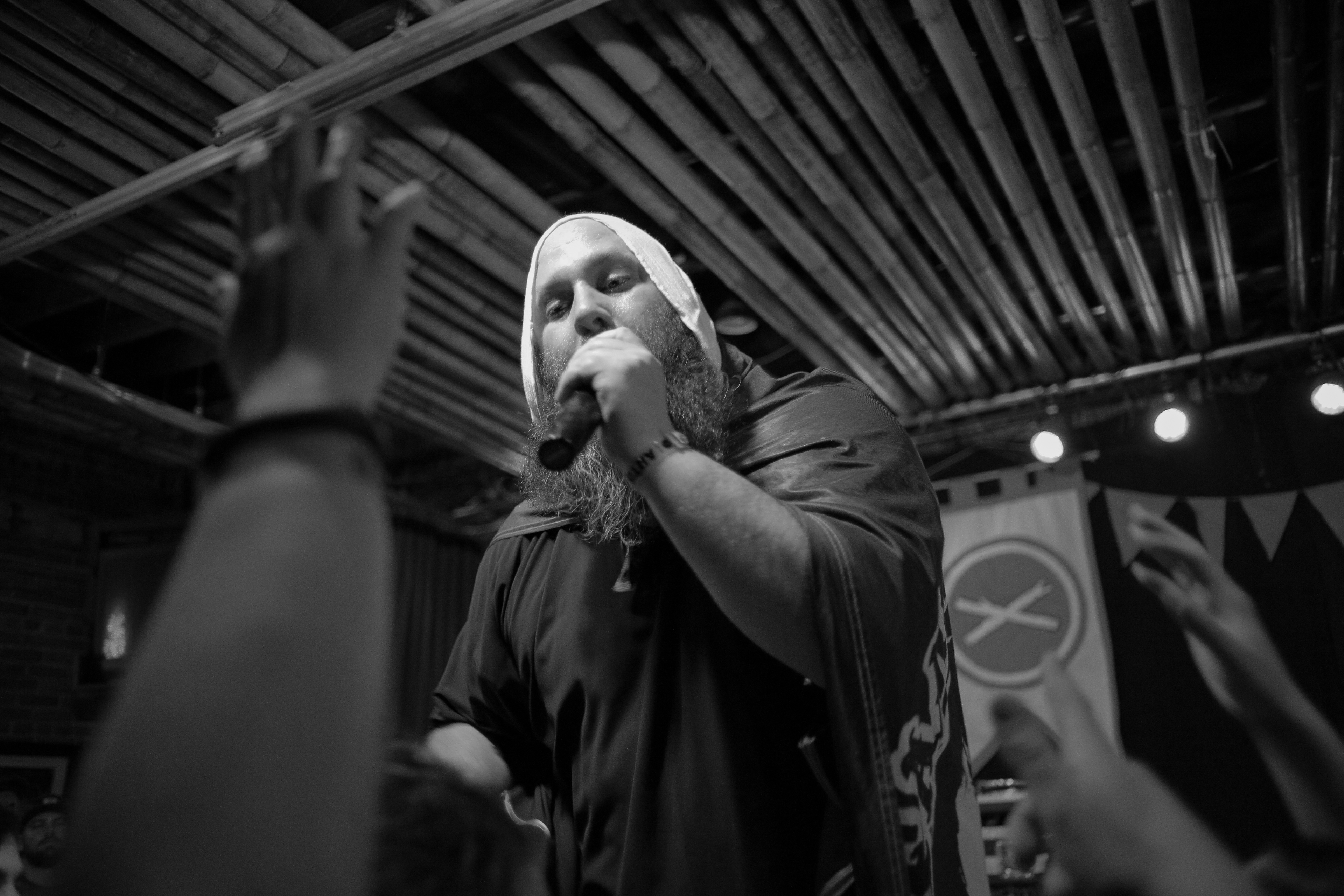
Sage Francis sur scène au Treefort Music Fest, en 2013.

Francis est né à Miami, en Floride, et passe la majeure partie de sa jeunesse à Providence, Rhode Island. Il se lance dans le rap à 8 ans, et remporte plusieurs battles comme le Superbowl Battle à Boston en 1999, et le Scribble Jam à Cincinnati en 2000 et 2001 (ce dernier sous le nom de Xaul Zan). Après ses études au Dean College dans le Massachusetts, et à l'University of Rhode Island-Kingston, Francis se lance dans la composition musicale en solo.
Rappeur politique et végétarien, Francis lance la série Sick of en 2000 sur son label indépendant Strange Famous Records avec Still Sick...Urine Trouble, et poursuit avec Sick of Waiting Tables (2001), Sick of Waging War (2002), et Sickly Business (2004). Il publie son premier album, Personal Journals, au label anticon. le 16 avril 2002,, et signe en 2004 comme rappeur au label étiqueté rock Epitaph Records pour publier son deuxième album A Healthy Distrust le 8 février 2005 classé deux fois au magazine Billboard. Deux ans plus tard, il collabore avec le trompettiste Mark Isham pour la bande-son du film Le Prix de la loyauté avec Edward Norton, film dans lequel il interprète la conscience du personnage principal. Deux titres termineront sur son troisième album, Human the Death Dance, publié le 8 mai 2007, classé 98e du Billboard 200. En octobre 2008, il publie une chanson protestataire intitulée Conspiracy to Riot.
Francis publie son premier album au label Anti, Li(F)e le 11 mai 2010,. Il emprunte une autre direction musicale, est produit par Brian Deck (Modest Mouse, Red Red Meat) et fait participer les groupes Califone, Death Cab for Cutie (Chris Walla), Calexico, et Sparklehorse. Il se classe 145e du Billboard 200. Le 3 juin 2014, Francis revient avec un cinquième album, Copper Gone, qui revient au hip-hop avec des beats de Buck 65 et Alias. L'album est généralement bien accueilli par la presse spécialisée, se classe 180e du Billboard 200. Il est même classé « album de l'année » par plusieurs critiques.

## Discographie

### Albums studio
- 2002 : Personal Journals (Anticon.)
- 2005 : A Healthy Distrust (Epitaph Records)
- 2007 : Human the Death Dance (Epitaph Records)
- 2010 : Li(f)e (Strange Famous Records)
- 2014 : Copper Gone (Strange Famous Records)

### EPs
- 1999 : Bounce b/w Drop Bass (Non-Prophets) (Emerge Music)
- 2000 : All Word, No Play (Non-Prophets) (Emerge Music)
- 2001 : Makeshift Patriot (Strange Famous Records and HipHopSite Wax)
- 2002 : Sage Frenchkiss (Strange Famous Records and Wheatabeat)
- 2002 : Climb Trees (anticon.)
- 2003 : Makeshift Patriot EP (anticon.)
- 2004 : The Damage EP (Non-Prophets) (Lex Records)
- 2001 : Slow Down Gandhi (Epitaph Records)
- 2005 : Sea Lion (avec Will Oldham) (Epitaph Records)

### Albums live
- 2004 : Dead Poet, Live Album (Strange Famous Records)
- 2005 : Road Tested (2003-2005) (Strange Famous Records)

### Album collaboratif
- 2003 : Hope (au sein des Non-Prophets) (Lex Records)